# Académie nationale des sciences de Géorgie

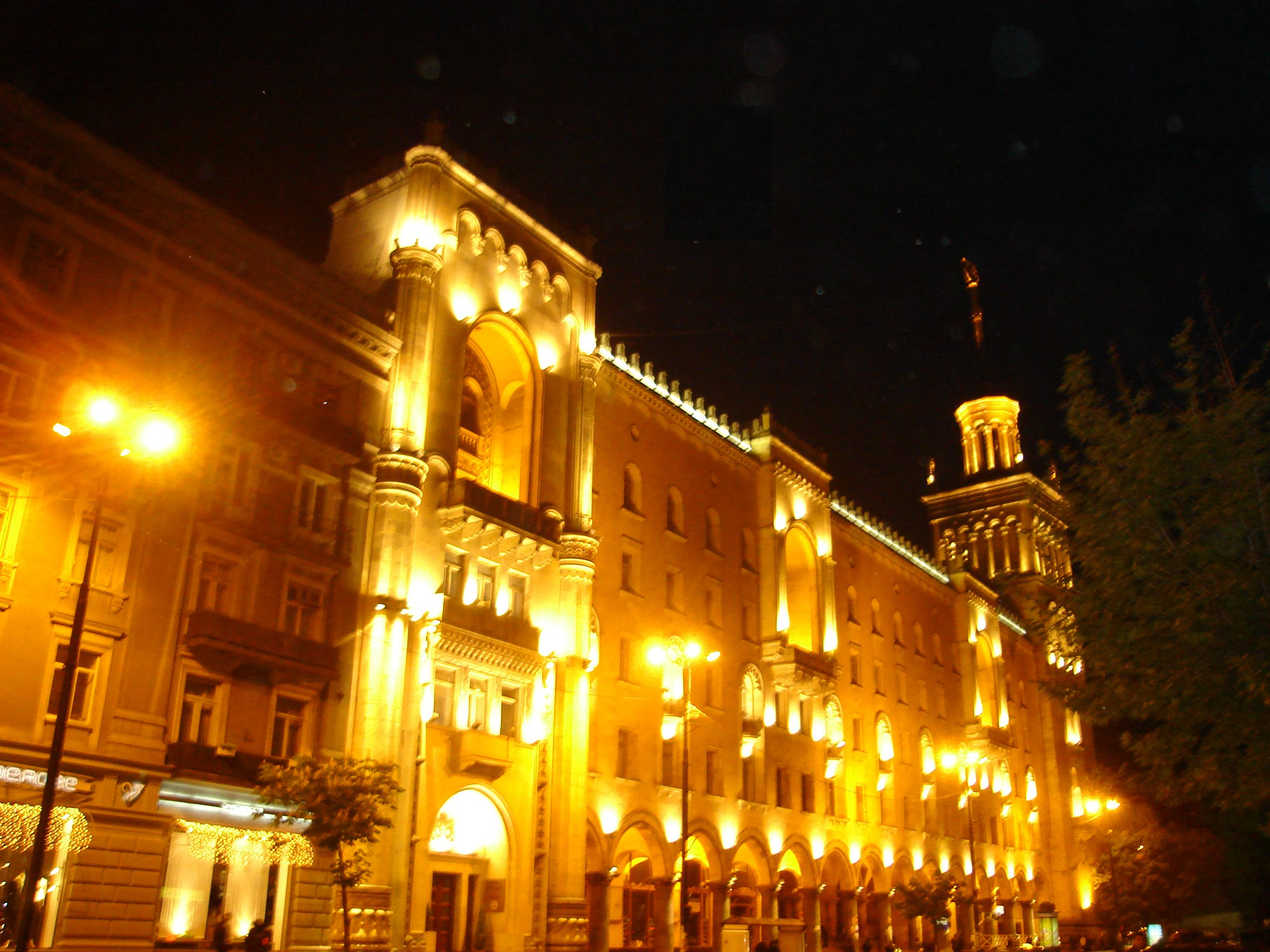
L'Académie nationale des sciences de Géorgie de nuit.

L'Académie nationale des sciences de Géorgie (en géorgien : საქართველოს მეცნიერებათა აკადემია / Sakartwelos Meznierebata Akademia) est une académie des sciences qui regroupe soixante-trois instituts de recherche de Géorgie. L'Académie des sciences géorgienne coordonne la recherche fondamentale en Géorgie et maintient des liens avec de nombreux pays étrangers. Son siège est à Tbilissi sur l'avenue Roustavéli.

## Présentation
L'Académie comprend soixante-neuf membres, soixante-dix membres correspondants et soixante-treize étrangers. Son président est Tamaz Gamqrelidze. L'Académie est divisée en plusieurs départements : les mathématiques et la physique, les sciences de la terre, la mécanique appliquée, le génie mécanique, la chimie et de la technologie chimique, la biologie, la physiologie expérimentale et la médecine, les problèmes scientifiques de l'agriculture, les sciences sociales, et enfin la langue et la littérature. L'Académie des sciences géorgienne comprend le jardin botanique de Tbilissi et le jardin botanique de Batoumi. 
L'Académie des sciences de Géorgie a été fondée en 1941. Son précurseur fut la branche géorgienne de l'Académie des sciences soviétique et a été fondée dans les années 1920 avec trente départements de recherche au sein de l'université d'État de Tbilissi. La flèche située au sommet de l'édifice est encore honoré par une étoile soviétique.
Le premier président fut le mathématicien et physicien Nicolas Muskhelichvili, cofondateur avec le philosophe Dimitri Ouznadzé de l'Académie. Nicolas Muskhelichvili a dirigé l'Académie jusqu'en 1972. Il a été suivi par le mathématicien Ilia Vekoua (1972-1977), Evgeny Charadse (1977-1986) et Albert Tawchelidse (1986-2005). Depuis février 2005, le linguiste et orientaliste Tamas Gamqrelidse (en) est président de l'Académie.
L'Académie est membre de la Fédération européenne des académies nationales des sciences humaines et sociales. Elle publie la revue scientifique Bulletin de l'Académie des sciences de Géorgie.
En plus de l'Académie des sciences de Géorgie, il y a l'Académie géorgienne des sciences agronomiques, l'Académie des sciences de Géorgie biomédicale et l'Académie régionale des sciences de l'Abkhazie. Elles ont aussi leur siège à Tbilissi.